# (4182) Mount Locke
(4182) Mount Locke ist ein Hauptgürtelasteroid, der am 2. Mai 1951 vom McDonald-Observatorium nahe Fort Davis aus entdeckt wurde.
Der Asteroid wurde nach dem Berg Mount Locke, auf dem sich das McDonald-Observatorium befindet, benannt.